# صور خیال در شعر فارسی
صور خیال در شعر فارسی با عنوان فرعی تحقیق انتقادی در تطوّر ایماژهای شعر پارسی و سیر نظریۀ بلاغت در اسلام و ایران کتابی از محمّدرضا شفیعی کدکنی است که به نقد و تحلیل شعر کهن فارسی می‌پردازد.

## متن
نگارش این کتاب در ۱۳۴۷ به انجام رسید و در مهر ۱۳۴۸ همچون رسالهٔ دکتری در دانشگاه تهران دفاع شد.

## ساختار و درون‌مایهٔ کتاب
شفیعی کدکنی در مقدمهٔ می‌نویسد: این کتاب، در حقیقت، بخش نخستین و مقدمه‌ای است برای جستجوی درازدامنی که مؤلف هنگام تحصیل در دورۀ لیسانس ادبیات فارسی در دانشگاه مشهد، در باب شعر فارسی آغاز کرده‌است.

## فهرست مطالب کتاب
- بخش اوّل
- تجربۀ شعری ـ تخیل، خیال و تصویر
- عناصر معنوی شعر
- محاکات و تخییل و خیال
- تجدید نظری در شیوۀ بحث راجع به خیال
- نقد آراء قدما در باب صور خیال
- مرز حقیقت و مجاز
- صور مجاز
- انواع مجاز
- استعاره
- صور خیال در مباحث بدیع
- اغراق و مبالغه
- کنایه
- تشخیص Personification
- کتب قدما در باب صور خیال
- محور عمودی و محور افقی خیال
- هماهنگی تصویرها
- تصویرهای تلفیقی و معانی مشترک ـ بحثی در مسألۀ سرقات
- تأثیر ردیف در صور خیال
- اسطوره‌ها در صور خیال
- حرکت و ایستایی در صور خیال
- عنصر رنگ و مسألۀ حسامیزی
- صبغۀ اشرافی صور خیال در این دوره
- رنگ سپاهی تصویرهای غنایی
- عناصر طبیعت در صور خیال
- تأثیر صور خیال شاعران عرب در شعر این دوره ۳۷۴ ـ ۳۲۷
- بخش دوم
- بررسی صور خیال در انواع شعر فارسی
- مراحل شعر فارسی از نظر صور خیال
- خصایص عمومی صور خیال در شعر فارسی، دورۀ اول ۴۰۳ ـ ۳۹۹
- خصایص عمومی صور خیال در شعر فارسی، دورۀ دوم ۴۱۳ ـ ۴۰۴
- صور خیال در شعر رودکی
- صور خیال در شعر دقیقی
- صور خیال در شعر کسایی
- صور خیال در شعر منجیک
- صور خیال در شاهنامه
- صور خیال در شعر عیوقی
- خصایص عمومی صور خیال در شعر فارسی، دورۀ سوم ۴۸۵ ـ ۴۷۵
- صور خیال در شعر فرخی
- صور خیال در شعر منوچهری
- صور خیال در شعر عنصری
- صور خیال در شعر قطران تبریزی
- صور خیال در شعر ناصر خسرو
- صور خیال در شعر فخرالدین اسعد گرگانی
- خصایص عمومی صور خیال در شعر فارسی، دورۀ چهارم ۵۸۳ ـ ۵۷۷
- صور خیال در شعر ابوالفرج رونی
- صور خیال در شعر مسعود سعد سلمان
- صور خیال در شعر اسدی طوسی
- صور خیال در دیوان معزی
- صور خیال در شعر لامعی گرگانی
- صور خیال در شعر ازرقی هروی
- ذیل
- فهرست اعلام
- کتابشناسی مراجع

## وضعیت انتشار
این کتاب ابتدا در سال ۱۳۵۰ توسط انتشارات نیل چاپ شد،سپس ویراست دوم آن را در سال ۱۳۶۶ نشر آگه منتشر کرد.